# Den sårade mannen
Den sårade mannen (franska: L'Homme blessé), är en oljemålning av Gustave Courbet. Courbet arbetade med målningen från 1844–1854. Den är ett ungdomligt självporträtt vid 25 års ålder och finns på Musée d'Orsay i Paris i Frankrike. Gustave Courbet gjorde i sin ungdom flera självporträtt. Tio år efter denna målning utförde han ett nytt liknande självporträtt, efter en brytning i en kärleksrelation.